# Russellov paradoks
Russellov paradoks (antinomija) temeljni je rezultat u teoriji skupova koji je otkrio Bertrand Russell 1901., pokazavši da je Fregeova naivna teorija skupova kontradiktorna.
Možemo pretpostaviti da za bilo koji formalni kriterij postoji skup čiji su članovi oni (i samo oni) objekti koji zadovoljavaju kriterij; ali ta pretpostavka je pobijena skupom koji sadrži skupove koji nisu članovi samih sebe. Ako je takav skup svoj član, to bi bila kontradikcija samoj njegovoj definiciji skupa koji sadrži skupove koji nisu članovi samog sebe. S druge strane, ako takav skup ne sadrži sam sebe, bio bi član samoga sebe po istoj definiciji. Ovo proturječje zove se Russellov paradoks. Paradoks glasi

## Formalni zapis
Do paradoksa dolazimo dokazivanjem da R nije skup. Počinjemo s pretpostavkom da je R skup. Na to ispitujemo vrijedi li da je
R ∈ R 
Prvo pretpostavljamo da to vrijedi, što znači da je R element skupa R. Time ispunjava svojstvo koje važi za sve njegove elemente odnosno 
{\displaystyle x\not \in x}, čime bi za R značilo 
{\displaystyle R\not \in R}
Tako smo dobili ishod suprotan početnoj pretpostavci odnosno proturječnost. Slijedi zaključak da mora vrijediti 
{\displaystyle R\not \in R}
Tada pak R ispunjava uvjet iz definicije za skup R, što bi značilo da je R jedan element skupa R to jest 
R ∈ R , odnosno s ove strane opet imamo proturječnost.
Završni zaključak je da pretpostavka da je R skup vodi u proturječnost, odnosno kolekcija R nije skup.

## Zaključci
Ludwig Wittgenstein, austrijski filozof, u svome je filozofskom djelu Tractatus logico-philosophicus o Russelovom paradoksu napisao: „...Russelova je zabluda vidljiva u tome što je pri postavljanju svojih znakovnih pravila morao govoriti o značenju znakova.”
Dalje nastavlja: „Nijedan sud ne može ništa reći o sebi, jer sudni znak ne može biti sadržan u sebi (to je čitava „teorija tipova”). Funkcija ne može biti vlastiti argument, jer funkcijski već sadrži prototip vlastitog argumenta i ne može sadržavati samog sebe.” 
U nastavku dokazuje ovu tvrdnju: „Pretpostavimo li da bi funkcija {\displaystyle F(fx)} mogla biti vlastiti argument; tada bi postojao sud „{\displaystyle F(F(fx))}”, a u njemu vanjska funkcija {\displaystyle F} i unutarnja funkcija {\displaystyle F} moraju imati različita značenja jer unutrašnja ima formu {\displaystyle \varphi (fx)}, a vanjska formu {\displaystyle \psi (\varphi (fx))}. Zajedničko je objema funkcijama samo slovo „{\displaystyle F}”, koje samo po sebi ne označava ništa. To odmah postaje jasno ako umjesto „{\displaystyle F(Fu)}” napišemo {\displaystyle (\exists \varphi ):F(\varphi u).\varphi u=Fu}”. Time Russelov paradoks nestaje.”
Ovime zapravo Wittgenstein daje poopćeni zaključak da tvrdnja koja se poziva na sebe sâma logički nema smisla.